# Савельев, Василий Львович
Васи́лий Льво́вич Саве́льев (19 января 1911, Рогово, Солигаличский уезд, Костромская губерния, Российская империя — 17 января 1986, Ленинград, СССР) — майор Советской Армии, участник Великой Отечественной войны, Герой Советского Союза (1944).

## Биография
Василий Савельев родился 19 января 1911 года в деревне Рогово (ныне — Солигаличский район Костромской области). Окончил пять классов школы. С 1928 года проживал и работал в Ленинграде. В 1933—1936 годах служил в Рабоче-крестьянской Красной Армии. Демобилизовавшись, вернулся в Ленинград, работал заместителем директора школы фабрично-заводского ученичества. В июле 1941 года Савельев повторно был призван в армию. С того же года — на фронтах Великой Отечественной войны. В 1943 году окончил Казанское танковое училище.
К апрелю 1944 года младший лейтенант Василий Савельев командовал танком 244-го отдельного танкового полка Приморской армии. Отличился во время освобождения Крыма. 12 апреля 1944 года в бою у села Султановка экипаж Савельева уничтожил несколько вражеских противотанковых орудий, а во время последующего наступления в одиночку захватил обоз противника, заставив сложить оружие более 100 немецких солдат и офицеров. 13 апреля 1944 года танк Савельева во время разведки вошёл в Судак и, продвигаясь по направлению к порту, уничтожил несколько десятков машин и повозок, а также здание штаба немецкого подразделения. 14 апреля в бою на развилке дороги между Севастополем и Коктебелем Савельев с товарищами уничтожили 2 самоходных артиллерийских установки, но при этом их танк был подбит. Покинув машину, экипаж сумел прорваться к своим, при этом выжили лишь получившие ранения радист Грушин и сам Савельев. Всего же за три дня боёв Савельев со своим экипажем уничтожил 2 самоходных артиллерийских орудия, 5 противотанковых орудий, 2 тягача, 7 пулемётных точек и несколько сотен вражеских солдат и офицеров.
Указом Президиума Верховного Совета СССР от 16 мая 1944 года за «образцовое выполнение заданий командования и проявленные мужество и героизм в боях с немецкими захватчиками» младший лейтенант Василий Савельев был удостоен высокого звания Героя Советского Союза с вручением ордена Ленина и медали «Золотая Звезда» за номером 2198.
После окончания войны Савельев продолжил службу в Советской Армии. В 1961 году в звании майора он был уволен в запас. Проживал и работал в Ленинграде. Скончался 17 января 1986 года, похоронен на кладбище посёлка Фёдоровское Тосненского района Ленинградской области.
Был также награждён орденами Красного Знамени, Отечественной войны 1-й степени и Красной Звезды, рядом медалей.